# Heriaeus delticus
Heriaeus delticus är en spindelart som beskrevs av Aleksander Stepanovich Utochkin 1985. Heriaeus delticus ingår i släktet Heriaeus och familjen krabbspindlar. Inga underarter finns listade i Catalogue of Life.